# Brachystephanus kupeensis
Espèce
Statut de conservation UICN

 CR B1ab(iii)+2ab(iii) : 
En danger critique
Brachystephanus kupeensis Champl. est une espèce de plantes à fleurs de la famille des Acanthaceae. C'est une plante herbacée endémique du Cameroun, dont l'habitat naturel se trouve dans les forêts subtropicales et les forêts de plaines humides. Inconnue avant 1990, elle fut collectée au mont Koupé, auquel elle doit son épithète. C'est une espèce en danger (CR) en raison de l'expansion agricole.

## Description
Brachystephanus kupeensis est une plante robuste qui peut atteindre 2 m de hauteur.

## Habitat et répartition
C'est une plante terrestre qui croît en forêt submontagnarde entre 900 et 1 100 mètres d'altitude.